# Verdrag van Den Haag (1625)
Het Verdrag van Den Haag was een op 9 december 1625 gesloten verdrag tussen koninkrijk Engeland en de Republiek der Zeven Verenigde Nederlanden, waarbij de partijen overeenkwamen economische hulp te verstrekken aan Christiaan IV van Denemarken bij zijn militaire campagnes in Duitsland tijdens de Dertigjarige Oorlog.